# Пространство за изкуство
„Пространство за изкуство“ е документален филм, създаден за целите на едноименната застъпническа кампания на Фамилия НПО „Изкуство и култура“.
Филмът се занимава с липсата на обществена подкрепа и пространство за изява на хора на изкуството. В него са включени интервюта с Галя Борисова, Петко Дурмана, Младен Алексиев, Нели Митева, Весела Ножарова, Цанко Василев, Ивайло Петков, Йово Панчев, Леда Ексимова, Десислава Гаврилова и Цветелина Йосифова.
Разпространява се под лиценз на Криейтив Комънс.